# Bormida
Bormida (liguryjski Bormia) – miejscowość i gmina we Włoszech, w regionie Liguria, w prowincji Savona.
Według danych na koniec roku 2015 gminę zamieszkuje 387 osób, 17,22 os./km².